# Nagroda im. Gordona E. Sawyera
Nagroda im. Gordona E. Sawyera (ang. Gordon E. Sawyer Award) – nagroda naukowo-techniczna przyznawana od 1981 przez Amerykańską Akademię Filmową. Statuetka Oscara wręczana jest osobie działającej w przemyśle filmowym, której wkład technologiczny przyniósł zaszczyt branży. Pierwszy raz została wręczona w 1982, podczas 59 ceremonii rozdania Oscarów. Zalecenia odnośnie do tej nagrody rekomendowane są przez Komitet ds. Nagrody Naukowej i Technicznej (The Scientific and Technical Awards Committee).

## Historia
Gordon E. Sawyer był reżyserem dźwięku ponad 50 lat w Samuel Goldwyn Studios, a także członkiem Komitetu ds. Nagród Naukowych i Technicznych od 1936 do 1977. Twierdził, że listy wszystkich nagród, ułożone zarówno chronologicznie, jak i kategoriami, stanowią historię rozwoju filmów.
16 razy był nominowany i trzykrotnie nagradzany Oscarem, podczas 20, 33 i 34 ceremonii rozdania.

## Laureaci

### 1982–1989
| Rok wręczenia nagrody | Ceremonia wręczenia nagrody     | Laureat            |
| --------------------- | ------------------------------- | ------------------ |
| 1982                  | 54. ceremonia wręczenia Oscarów | Joseph Walker      |
| 1983                  | 55. ceremonia wręczenia Oscarów | John O. Aalberg    |
| 1984                  | 56. ceremonia wręczenia Oscarów | Dr. John G. Frayne |
| 1985                  | 57. ceremonia wręczenia Oscarów | Linwood G. Dunn    |
| 1986                  | 58. ceremonia wręczenia Oscarów | nieprzyznana       |
| 1987                  | 59. ceremonia wręczenia Oscarów | nieprzyznana       |
| 1988                  | 60. ceremonia wręczenia Oscarów | Fred Hynes         |
| 1989                  | 61. ceremonia wręczenia Oscarów | Gordon Henry Cook  |

### 1990–1999
| Rok wręczenia nagrody | Ceremonia wręczenia nagrody     | Laureat          |
| --------------------- | ------------------------------- | ---------------- |
| 1990                  | 62. ceremonia wręczenia Oscarów | Pierre Angénieux |
| 1991                  | 63. ceremonia wręczenia Oscarów | Stefan Kudelski  |
| 1992                  | 64. ceremonia wręczenia Oscarów | Ray Harryhausen  |
| 1993                  | 65. ceremonia wręczenia Oscarów | Erich Kästner    |
| 1994                  | 66. ceremonia wręczenia Oscarów | Petro Vlahos     |
| 1995                  | 67. ceremonia wręczenia Oscarów | nieprzyznana     |
| 1996                  | 68. ceremonia wręczenia Oscarów | Donald C. Rogers |
| 1997                  | 69. ceremonia wręczenia Oscarów | nieprzyznana     |
| 1998                  | 70. ceremonia wręczenia Oscarów | Don Iwerks       |
| 1999                  | 71. ceremonia wręczenia Oscarów | nieprzyznana     |

### 2000–2009
| Rok wręczenia nagrody | Ceremonia wręczenia nagrody     | Laureat              |
| --------------------- | ------------------------------- | -------------------- |
| 2000                  | 72. ceremonia wręczenia Oscarów | Dr. Roderick T. Ryan |
| 2001                  | 73. ceremonia wręczenia Oscarów | Irwin W. Young       |
| 2002                  | 74. ceremonia wręczenia Oscarów | Edmund M. Di Giulio  |
| 2003                  | 75. ceremonia wręczenia Oscarów | nieprzyznana         |
| 2004                  | 76. ceremonia wręczenia Oscarów | Peter D. Parks       |
| 2005                  | 77. ceremonia wręczenia Oscarów | Takuo Miyagishima    |
| 2006                  | 78. ceremonia wręczenia Oscarów | Gary Demos           |
| 2007                  | 79. ceremonia wręczenia Oscarów | Ray Feeney           |
| 2008                  | 80. ceremonia wręczenia Oscarów | David Grafton        |
| 2009                  | 81. ceremonia wręczenia Oscarów | Edwin Catmull        |

### 2010–2019
| Rok wręczenia nagrody | Ceremonia wręczenia nagrody     | Laureat          |
| --------------------- | ------------------------------- | ---------------- |
| 2010                  | 82. ceremonia wręczenia Oscarów | nieprzyznana     |
| 2011                  | 83. ceremonia wręczenia Oscarów | nieprzyznana     |
| 2012                  | 84. ceremonia wręczenia Oscarów | Douglas Trumbull |
| 2013                  | 85. ceremonia wręczenia Oscarów | nieprzyznana     |
| 2014                  | 86. ceremonia wręczenia Oscarów | Peter Anderson   |
| 2015                  | 87. ceremonia wręczenia Oscarów | David W. Gray    |
| 2016                  | 88. ceremonia wręczenia Oscarów | nieprzyznana     |
| 2017                  | 89. ceremonia wręczenia Oscarów | nieprzyznana     |